# Nadarzyn (Mazovské vojvodství)
Nadarzyn je město v Polsku nacházející se ve Mazovském vojvodství, v okrese Pruszków, v gmině Nadarzyn, 22 km od centra Varšavy.
Do 1952 byla obec sídlem gminy Młochów. V letech 1975–1998 vesnice administrativně patřila do Varšavského vojvodství.
Obec je sídlem gminy Nadarzyn, v které žije přibližně 11 tisíc obyvatel.

## Položení
Nadarzyn se nachází na jihozápad od Varšavy, nad řekou Zimna Woda (přítok Utraty). Obec leží u křižovatky státní silnice č. 8 a vojvodské silnice č. 720 a také gminských silnic Nadarzyn-Kajetany-Szamoty-Jabłonowo, které jsou spojením na státní silnici č. 7.

## Historie
Nadarzyn je stará osada s tradicí sahající až do časů Mazovského knížectví. První zmínky o Nadarzyně pocházejí z počátku 15. století, kdy byl soukromým majetkem rodiny Nadarzyńských erbu Radwan, usídlených v sousedním Ruścu. V roku 1453 Tomasz Nadarzyński získal od knížete mazovského, Boleslava IV. privilegia na tzv. lokaci založenou na tzv. právě chełmińském (obměna práva magdeburského). Byla to 38. lokace na Mazovsku v 15. století, což svědčilo o kvalitách Nadarzyna v tehdejší době. Městská práva byla potvrzena mnoha polskými králi: Zikmundem I. Starým v roce 1529, Zikmundem II. Augustem v roce 1559, Janem III. Sobieským v roce 1682, Augustem II. Silným v roce 1698 a Stanisławem Augustem Poniatowským v roce 1779.
V roce 1453, tedy v roce získání práv městských, na náklady Tomasze z Ruśca byl postaven první dřevěný kostel. Po několika desítkách let, v roce 1469, poznaňský biskup, Andrzej z Bnina Opaliński, schválil farnost, mající svou kapli v Ruścu. Farnost Nadarzyn se tehdy nazývala Navštívení Panny Marie a sv. Leonarda a nacházela se na území poznaňské diecéze.
Téměř sto let později, v roce 1554, založila Zofia z Mrokowských Nadarzyńska první školu v Nadarzyně, a krátce poté spolu s Barbarou Pilikowou špitál sv. Ducha, který byl zároveň útulkem pro chudé. Nacházel se na ulici Poświętna, a v jeho blízkosti stála soška Matky Boží. Špitál přetrval do časů dělení Polska v letech 1772–1795.
Nový kostel vznikl v roce 1661 a nahradil starý kostel, který byl poničen a spálen Švédy. Nechal ho postavit Michał Karnkowski, płocký vojevoda, wyszogrodzký starosta, dědic Walendowa, Nadarzyna a Wolicy současně.
V 17. a 18. století měnil Nadarzyn několikanásobně své majitele. Od roku 1678 byl majetkem płockých jezuitů, od roku 1774 náležel do rodiny Branických, a potom Ogińských.
Město se intenzivně rozvíjelo díky výhodnému položení při kupecké cestě do Čenstochové, jedné z mála cest, které vedly tímto krajem. V neklidném konci 18. století, kdy pruská a ruská vojska okupovaly a loupily území, utrpěl rovněž Nadarzyn, v jehož okolí proběhlo několik střetů během Kościuszkova povstání.
Po třetím dělení Polska (1795), se okres Błonie, do kterého náležel tehdy Nadarzyn, ocitl pod pruským záborem. Od roku 1806 byl ve Varšavském knížectví, a v roce 1815, v rámci Kongresového Polska, pod ruským záborem.
V roce 1806 z nákladů Tomasze Adama hraběte Ostrowského, erbu Rawicz, senátora, vojvody a prezesa Senátu Kongresového Polska, byl postaven podle projektu architekta Jakuba Kubického farní kostel sv. Klementa. V témže čase a v témže klasicistním slohu Kubicki navrhl projekt hostince umístěného v blízkosti kostela a náměstí a zároveň u hlavní výjezdové cesty ve směru do Varšavy. Tento hostinec, prostorný a komfortní, poskytující přístřešek jak cestujícím, tak i jejich koním, vybavený krčmou a ubytovacími prostory, se stal známým a hojně navštěvovaným místem především mezi kupci. Poctou pro hostinec byla návštěva knížete Józefa Poniatowského, který se tu v roce 1809 před bitvou u Raszyna ubytoval společně se svým štábem.
Další ničení a loupeže se odehrály v čase Listopadového povstání (1830–1831), kdy se na trase Błoně-Nadarzyn objevila značná koncentrace ruských vojsk. V roce 1869 ztratil Nadarzyn městská práva a získal status osady.
Ale i přesto počet obyvatel Nadarzyna rostl: na konci 19. století tu žilo kolem 1200 osob a v roce 1910 kolem 2500.
Zkáza a zničení způsobené první světovou válkou neminuly ani Nadarzyn, jehož populace se zredukovala ke konci války na polovinu, především v důsledku evakuace během příprav linie fronty. V roce 1915 zničil požár dřevěnou zástavbu kolem náměstí a v listopadu roku 1918 se členové Sboru dobrovolných hasičů (založených roku 1909) pod vedením Kazimierza Rosińského zúčastnili odzbrojování Němců.
V meziválečných letech patřil Nadarzyn do gminy Młochów okresu Błonie. Nacházelo se v něm sídlo gminy umístěné v jedné z budov na náměstí maršálka Piłsudského, kde nyní stojí busta maršálka. Populace celé gminy měla okolo 10 500 osob, z toho naprostou většinu tvořili Poláci (okolo 9 500). Mezi národnostní menšiny patřili Židi, kteří se věnovali hlavně obchodování. Kromě toho tu žilo malé množství Němců a Rusů.
V nezávislém Polsku byl dále aktivní Sbor dobrovolných hasičů. Angažovalo se také Zemědělské kolo, které školilo rolníky mj. návštěvami hospodářství s nejlepšími výsledky. V roku 1932 byla předána k užívaní dřevěná škola mající 6 učebních tříd. Na stavbě této budovy se výrazně podíleli Tomasz Kalbarczyk, tehdejší ředitel školy, a obyvatel Nadarzyna, Bolesław Mroziński. Budova sloužila později dětem jako školka a byla rozebrána mnoho let později, kdy byla postaveno nová, prostorná, moderní budova školky. V roce 1935 vzniklo v Nadarzyně Zdravotní středisko gminy, jehož prvním ředitelem byl doktor Wróbel.
V letech druhé světové války byl Nadarzyn jedním z míst odporu polských vojsk. Na jaře 1940 se exhumace a pohřeb zavražděných lidí změnil ve vlasteneckou manifestaci, během níž byla zpívána Rota. Na tomto území byl aktivní ZWZ (pl. Związek Walki Zbrojnej – Svaz ozbrojeného boje) (změněný později na Zemskou armádu, jejímž velitelem byl Henryk Bolicki z Podkowy Leśné přezdívaný „Twardy“ (v překladu Tvrdý). Nadarzyn byl osvobozen od německé okupace stejného dne jako Varšava, tedy 17. ledna 1945.
Po převratu v roce 1989 se stal Nadarzyn atraktivní místem pro život pro obyvatele Varšavy, unavených velikostí metropole, kteří tu hledali zeleň a soukromí v nově vybudovaných čtvrtích. Díky tomu se změnila profesní struktura obyvatel gminy. Vzniklo mnoho firem, rozrostly se komerční prostory. V důsledku toho se začaly modernizovat veřejné objekty a silnice.

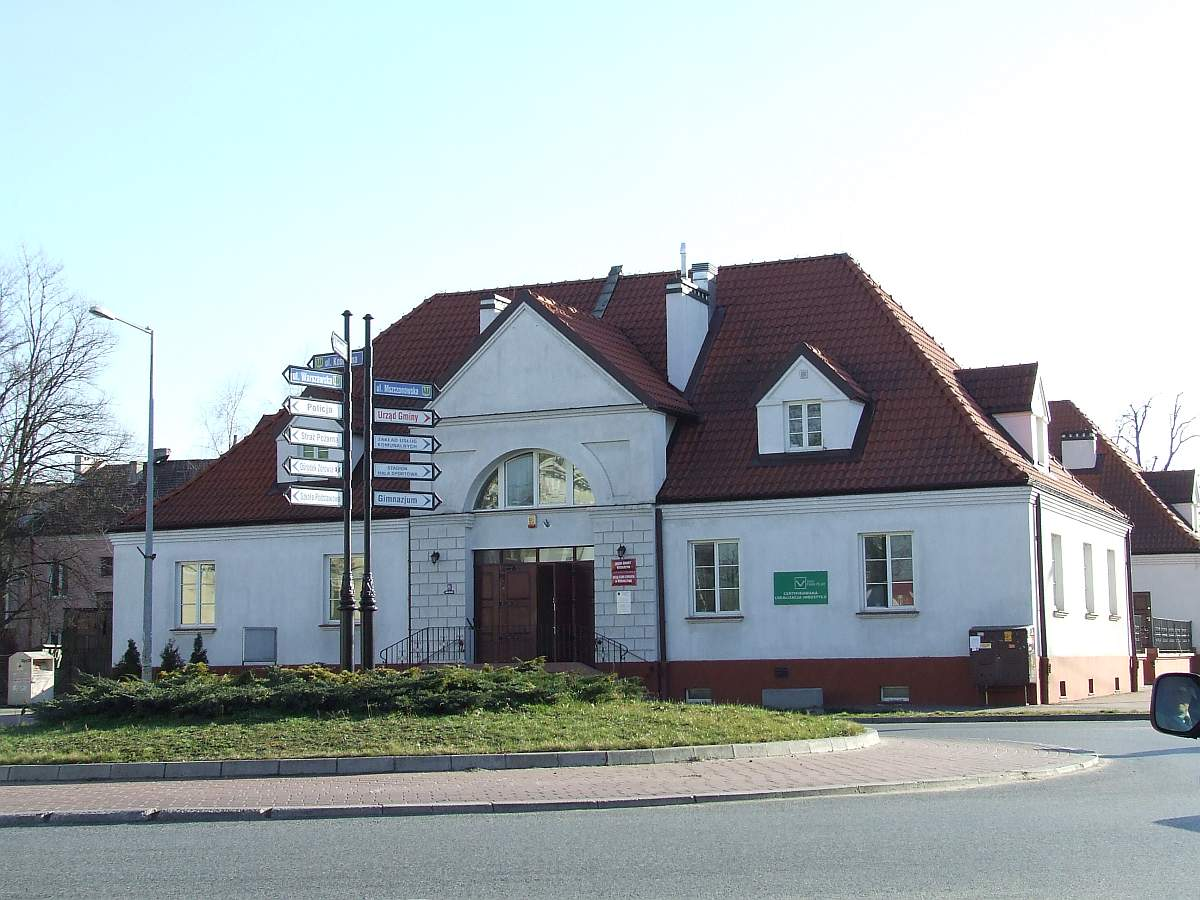
Centrum kultury v Nadarzyně

## Současnost
Funguje tu více než 1100 hospodářských firem. Mezi nimi je více než 20 velkých firem s domácím i zahraničním kapitálem, mj. 3M Poland, Scania Polska, MAN, DAF, Mago, Wanz, Schenker. Nedávno bylo otevřeno velké obchodní centrum MAXIMUS.
Gmina Nadarzyn se umísťuje v čele investorů mezi polskými gminami.

## Vzdělání
- Vysoká škola fondu informační kultury
- 2. stupeň základní školy Jana Pavla II. v Nadarzyně

## Víra
Nachází se tu mj. Betel (koordinační středisko Svědků Jehovových) a kostel sv. Klemensa (Kostel katolický)

## Sport
V obci funguje od roku 1952 sportovní klub GLKS Nadarzyn, jehož družina od sezónu 2010/2011 hraje v II. fotbalové lize v Polsku a také sportovní klub Orzeł (v překladu Orel) a Liga Obrony Kraju (v překladu Liga obrany země – sdružení spolupracující s ministerstvem vnitra mající za cíl posílit obranu země).